# روبرت بروت
روبرت بروت (بالإنجليزية: Robert Brout)‏ (و. 1928 – 2011 م) هو فيزيائي، وأستاذ جامعي، وفيزيائي نظري من الولايات المتحدة الأمريكية . ولد في مدينة نيويورك . وتوفي في بروكسل.

## التعليم
تعلم في جامعة كولومبيا

## جوائز
حصل على جوائز منها:
- جائزة وولف في الفيزياء (2004)
- جائزة ساكوراي.